# Uitwijkplaats
Een uitwijkplaats, ook wel passeerplaats genoemd, is een plaats waar tegemoetkomend verkeer voor elkaar kan uitwijken op een weg die te smal is voor een passage van meerdere voertuigen tegelijk.

Uitwijkplaats rechts van de weg
Uitwijkplaats links van de weg